# Odi
L'odi és un sentiment de profunda antipatia, disgust, aversió, enemistat o repulsió cap a una persona, cosa o fenomen, així com el desig d'evitar, limitar o destruir el seu objecte.
Sovint hi ha confusió a partir de texts traduït de l'anglés, perquè el mot hate té un significat molt més ample que odi. Pot exprimir alhora una simple aversió I hate spinach, ‘no m'agraden pas els espinacs’ fins a un sentiment profund de malvolença envers algú.
L'odi es pot basar en la por al seu objecte, ja sigui justificada o no, o més enllà de les conseqüències negatives de relacionar-se amb ell. L'odi es descriu amb freqüència com el contrari de l'amor o l'amistat. En canvi, l'escriptor Elie Wiesel considera la indiferència com l'oposat a l'amor.
L'odi no és necessàriament irracional o inusual. És raonable odiar persones o organitzacions que amenacen o fan sofrir, o la supervivència de les quals s'oposa a la pròpia. Les persones sovint odien el que s'oposa a la seva salut i benestar. Entre les coses odioses per a molta gent hi ha el capitalisme, el nazisme, el racisme, la guerra, l'esclavitud, el genocidi i fins i tot el mateix odi.
Sol parlar-se de forma col·loquial d'«odi» per a referir-se a coses que, simplement, no agraden, com un estil arquitectònic, una classe de gent, un tipus de clima, una pel·lícula pèssima, el propi treball o algun tipus de menjar. Encara que no sapiguem el que significa l'odi, hom odia sense saber el que sent, no obstant senti que aquest estat és bo o agradable.
També sol usar-se per a descriure sentiments d'odi o prejudicis cap a un determinat grup de gent, com el racisme, o per a prejudicis religiosos intensos. Els crims d'odi són els crims comesos per aquesta emoció. De vegades hi ha qui odia un grup religiós o ètnic distint que li ha causat dolor. Això no és considerat acceptable socialment, ja que la cultura contemporània rebutja el càstig col·lectiu i insisteix que les persones siguin tractades com a individus, i no com a membres d'un grup homogeni.
L'odi és amb freqüència el preludi de la violència. Abans de la guerra, sol ser útil ensenyar a la població a odiar una altra nació o règim polític. L'odi roman el principal motiu de mort després dels conflictes armats com la guerra i el terrorisme. No és fàcil saber quan l'odi té una base lògica i quan s'ha convertit en una cosa contraproduent que s'autoperpetua. La xenofòbia, el feixisme, les fòbies i els prejudicis tenen un component d'odi important.

## Delictes d'odi

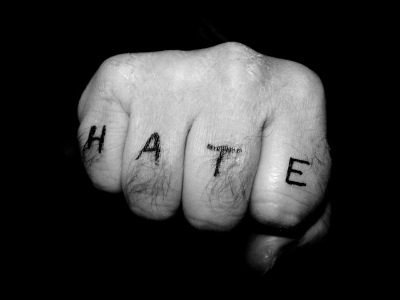

A l'estat espanyol, de l'any 1990 al 2020 es perpetraren fins a 101 casos de delictes d'odi amb el resultat de 103 víctimes mortals. D'aquests, quasi una quarantena van ocórrer als Països Catalans, entre ells l'assassinat de Guillem Agulló el 1993 a mans d'un grup de neonazis a Montanejos. Els crims d'odi es cometen per l'existència de prejudicis que es difonen i es transmeten mitjançant el discurs d'odi de periodistes i polítics. Segons les xifres, a l'estat espanyol, almenys 27 persones van ser víctimes d'un crim d'odi motivat per l'aporofòbia, entesa com a aversió i menyspreu a la persona pobra o odi a les persones sense mitjans, desemparades, especialment les persones sense sostre.